# Kinloch (zámek)
Zámek Kinloch (anglicky Kinloch Castle, gaelsky Caisteal Cheann Locha) se nachází ve stejnojmenné osadě s přístavem v zátoce Hebridského moře na východním pobřeží ostrova Rùm, největšího ze Small Isles (Malých ostrovů) v souostroví Vnitřní Hebridy u západního pobřeží Skotska. Administrativně je toto území součástí správní oblasti Highland, jejímž střediskem je město Inverness. Zámek je zapsán na seznamu tzv. Listed buildings (v doslovném překladu "budovy na seznamu") kategorie A, což je ve Spojeném království seznam staveb zvláštního architektonického nebo historického významu. Celý ostrov Rùm je chráněn jako národní přírodní rezervace.

## Historie
Jak dokládají nejstarší archeologické nálezy, ostrov Rùm byl osídlen již v 7. tisíciletí př. n. l. Právě v okolí zámku Kinloch se našly pozůstatky tábořiště a ohnišť mezolitických lovců a sběračů z doby kolem let 6600 - 6500 př. n. l. V raném středověku na ostrov pronikali keltští a vikingští osadníci. V letech 833 až 1266 byl ostrov součástí zdejšího normanského panství, poté se ve vlastnictví ostrova střídali představitelé okolních skotských klanů.

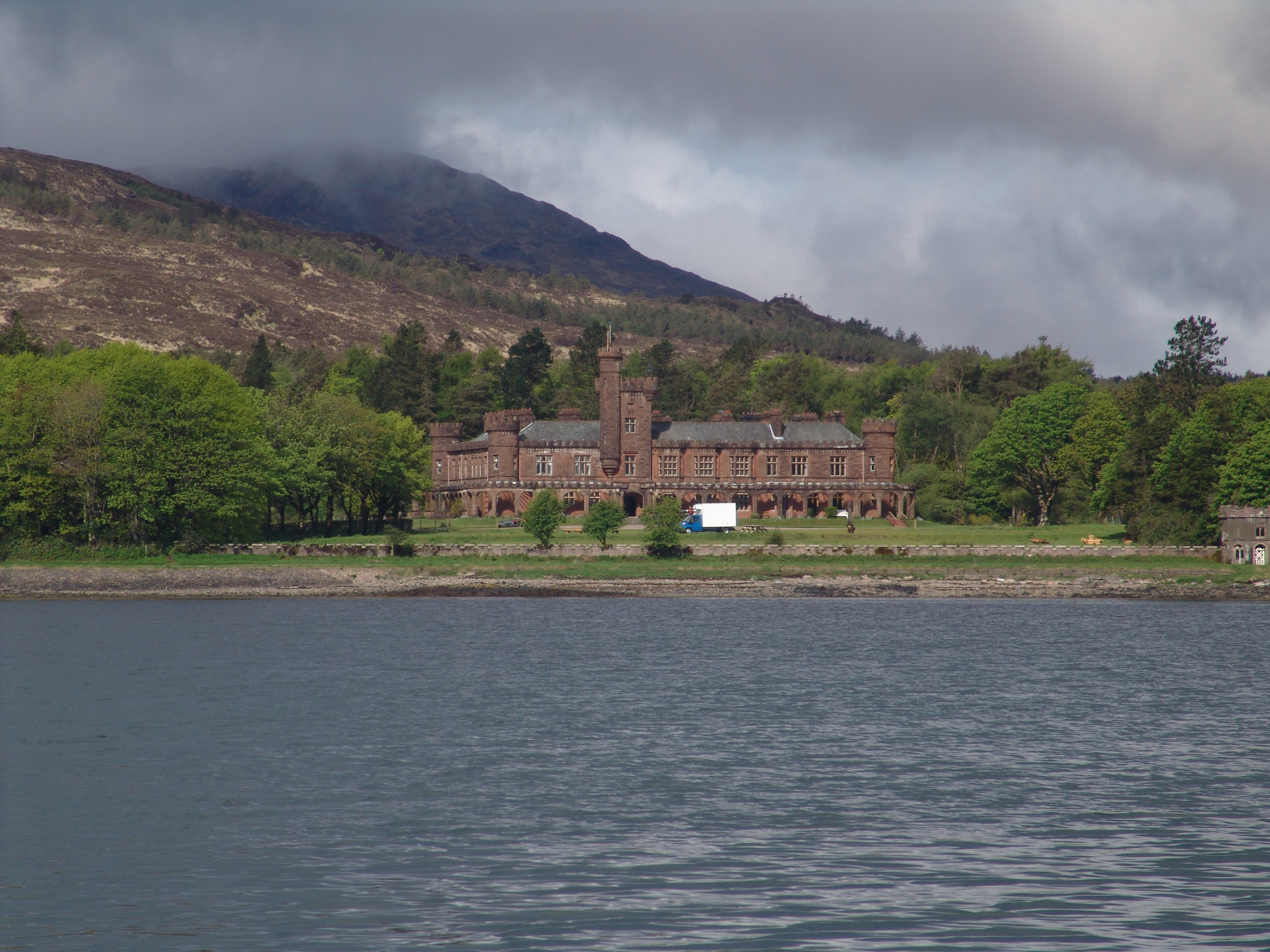
Zámek na břehu mořské zátoky

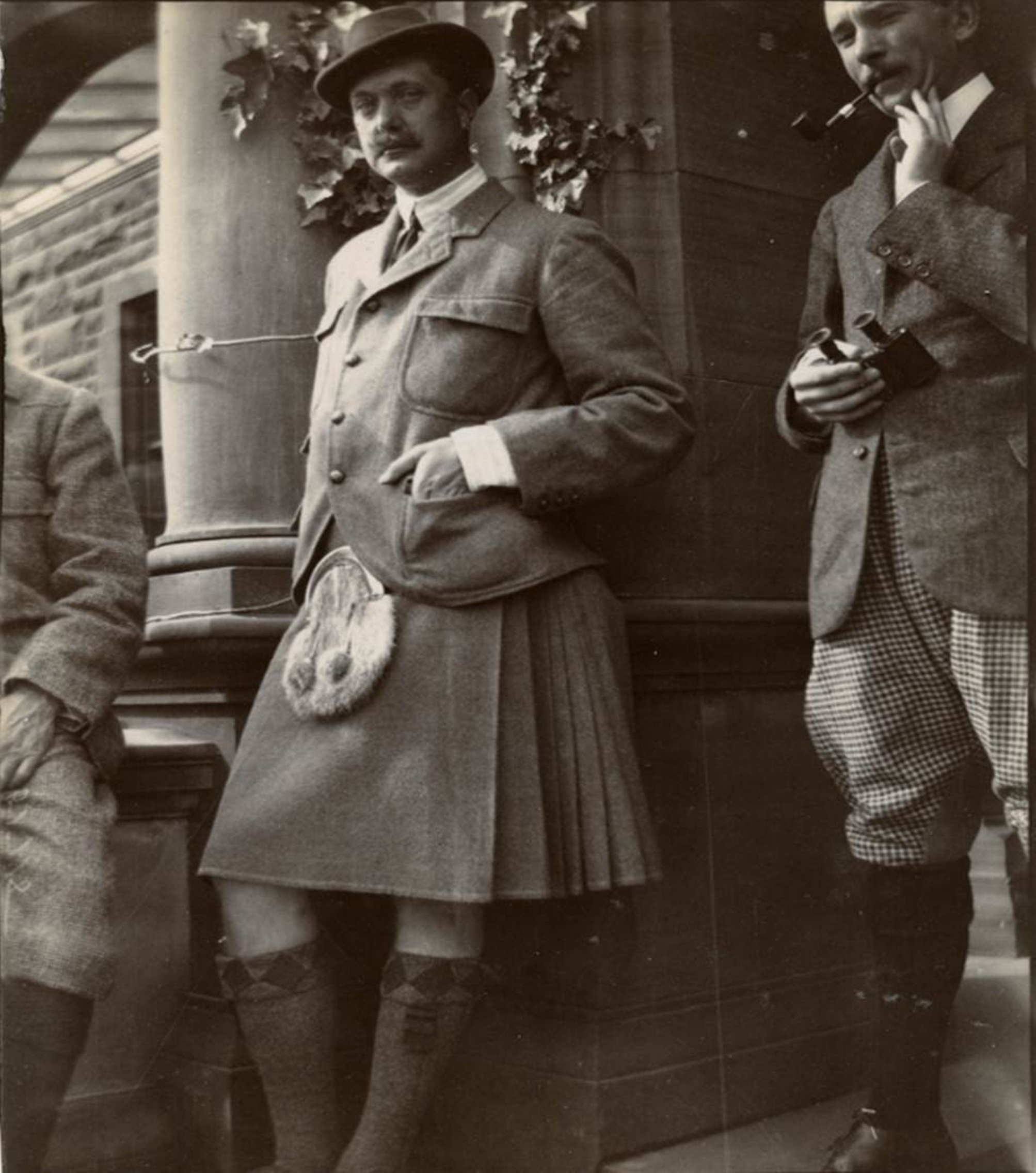
George Bullough v roce 1910

Od 17. století se na Rùmu začalo více rozvíjet zemědělství a na ostrově bylo zřízeno několik loveckých revírů. V první polovině 19. století, kdy ostrov patřil Lachlanu Macleanovi, byl Rùm proměněn v pastvinu pro 8000 ovcí. Lachlan Maclean si v místech, ležících severovýchodně od nynějšího zámku, postavil menší panské sídlo (tzv. Kinloch House, známý pod názvem Tigh Mor). Maclean však koncem 30. let 19. století se svým chovem ovcí zkrachoval a v roce 1845 byl nucen prodat Rùm Jamesovi Gascoyne-Cecilovi, 2. markýzovi ze Salisbury, který ostrov opět proměnil v lovecký revír. Za dalších majitelů byl na ostrově vybudován lovecký dům (lodge) Tigh Ban, zvaný též The White House, který si v roce 1879 pronajal John Bullough, nejmladší syn bohatého průmyslníka Jamese Bulloigha z hrabství Lancashire. V roce 1888 John Bullough odkoupil Rùm za 35 000 liber. Když John Bullough v roce 1891 zemřel ve věku 53 let, ostrov zdědil jeho jedenadvacetiletý syn George Bullough.
V roce 1897 George Bullough zahájil výstavbu nového velkého loveckého zámku. Na stavbu zámku najal tři stovky dělníků ze sousedního ostrova Eigg a také z hrabství Lancashire. Zámek s četnými věžemi a cimbuřími byl budován v duchu tzv. Tudor Revival architecture, architektonického stylu, napodobujícího tudorovský sloh z období vlády Tudorovců, kteří panovali v Anglii mezi lety 1485 – 1603. Vypracování neobvyklého projektu zámku bylo svěřeno londýnské firmě Leeming & Leeming. Stavba byla dokončena v roce 1900. V roce 1902 byla na ostrově vybudována vodní elektrárna a do zámku byla zavedena elektřina. Rùm se tak stal po Glasgowu v pořadí teprve druhým elektrifikovaným místem ve Skotsku. Bullough, který se oženil v roce 1903 krátce po dokončení zámku, trávil ve své nové rezidenci zhruba tři měsíce v roce. Rozkvět a společenský život na zámku však trval prakticky jen do první světové války, od té doby byl zámek postupně stále méně využíván.
Sir George Bullough zemřel v roce 1939, společnost, která spravovala jeho majetek, prodala v roce 1957 ostrov i se zámkem za 23 000 liber organizaci Nature Conservancy, zaměřené na ochranu přírody. Později vlastnictví přešlo na nástupnickou organizaci Nature Conservancy Council. Od roku 1992 je zámek a celý ostrov Rùm v majetku nově ustavené organizace Scottish Natural Heritage, spravující přírodní dědictví a chráněná území ve Skotsku.

## Popis
Zámek Kinloch se nachází v zátoce Loch Scresort na východním pobřeží ostrova Rùm, zhruba 30 km (19 mil) západně od přístavu Mallaig na pobřeží Skotska, odkud na Malé ostrovy - Eigg, Rùm a Cannu - vyplouvají pravidelné lodní spoje. Zámek stojí na pobřeží východně od údolí Kinloch Glenn, na jih od místa, kde se řeka Kinloch vlévá do zátoky Loch Scresort. Nejvyšší vrcholy místního pohoří Cuillin, Askival (812 m n. m.) a Hallival (723 m n. m.) jsou od zámku vzdáleny zhruba 5 km jižním směrem.
Zámek je vybudován z růžového pískovce, dovezeného z ostrova Arran. Stavba má obdélný půdorys s uzavřeným vnitřním dvorem a s věžemi na nárožích a nad hlavním vchodem. Přízemí budovy zvnějšku obepínají arkády. V interiéru zámku jsou vystaveny některé upomínky na Bulloughův život v době před postavením zámku, na plavbu na plachetnici Rhouma do různých částí světa a na jeho návštěvu u japonského císaře.
Součástí nového zámku byly také zámecké zahrady, na jejichž vybudování nechal George Bullough dovézt na ostrov kolem 250 000 tun zeminy. Budování zahrad bylo zahájeno v roce 1903. Hlavní fáze výstavby zahrad, včetně zřízení tzv. vodní zahrady, probíhala v letech 1905 až 1910. V zahradách byly vybudovány další menší objekty, jako zahradní domky, mosty nebo jezírka. Nechyběl ani palmový skleník, v němž žili kolibříci, želvy a malí aligátoři.

## Galerie

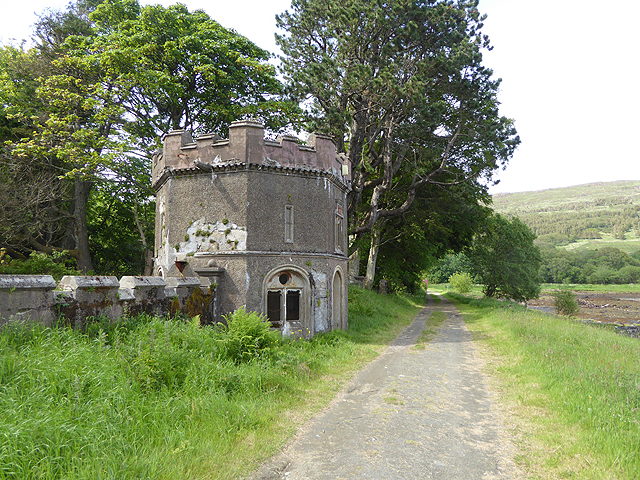
Altán na pobřeží
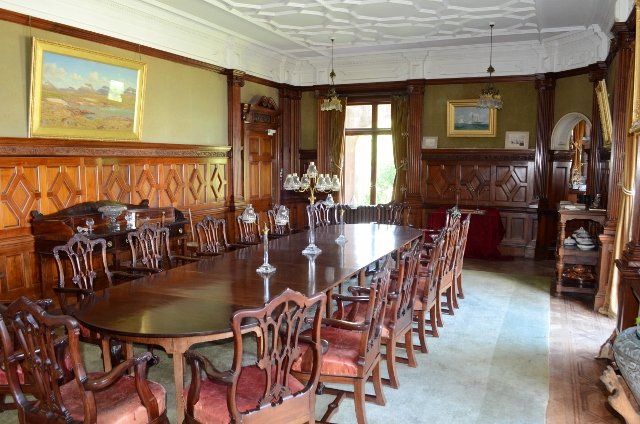
Zámecká jídelna
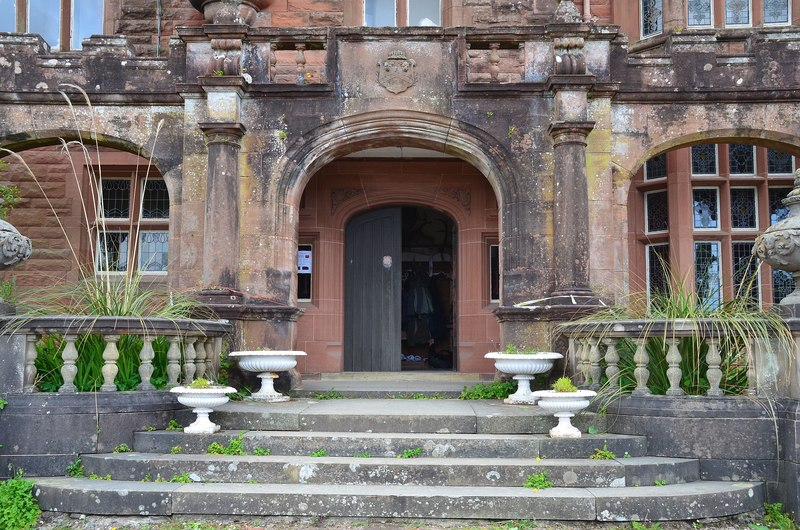
Hlavní brána zámku
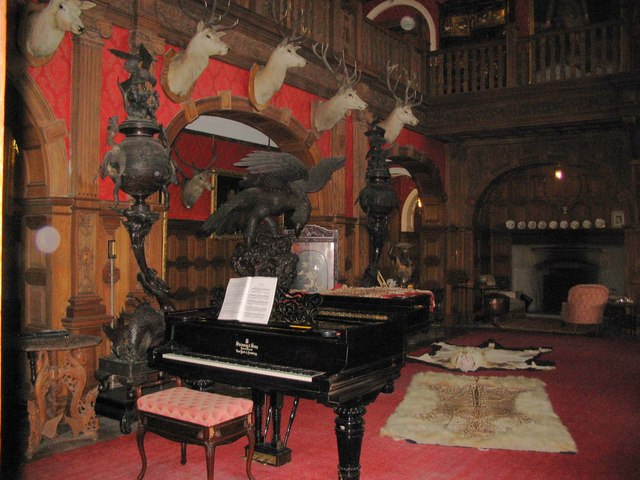
Vstupní hala v přízemí
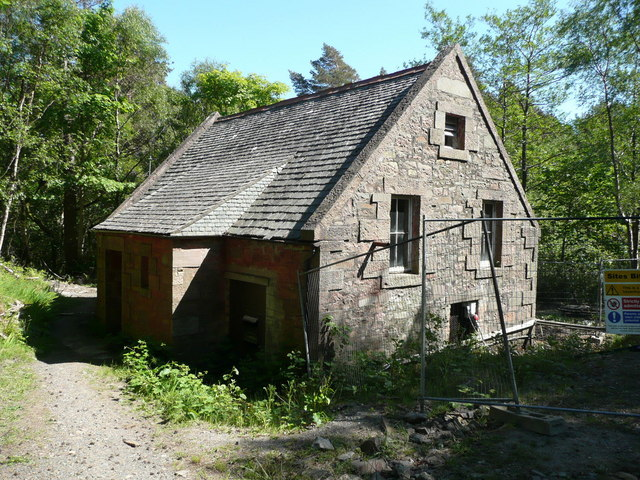
Vodní elektrárna